# Valerio Tebaldi
Valerio Tebaldi (Chiudono, 2 juli 1965) is een voormalig Italiaans wielrenner. Tebaldi won niet veel wedstrijden, maar in 1988 en 1989, zijn eerste twee jaren als professional, won hij etappes in de Ronde van Frankrijk. In zijn laatste profjaar, 1999, won hij een rit in de Euskal Bizikleta. Na zijn actieve wielerloopbaan werd Tebaldi ploegleider bij de wielerploeg Team Barloworld.

## Belangrijkste overwinningen
1988
- 7e etappe Tour de France

1989
- 12e etappe Tour de France

## Resultaten in voornaamste wedstrijden
| Jaar | Ronde van Italië | Ronde van Frankrijk | Ronde van Spanje |
| ---- | ---------------- | ------------------- | ---------------- |
| 1988 |                  | opgave (1)          |                  |
| 1989 |                  | 122e (1)            |                  |
| 1990 | opgave           |                     | buiten tijd      |
| 1991 | 47e              | 89e                 | 87e              |
| 1992 |                  | opgave              | 47e              |
| 1993 | opgave           | opgave              |                  |
| 1994 | 92e              |                     |                  |
| 1995 |                  |                     | 56e              |
| 1996 |                  |                     | 50e              |
| 1997 | 69e              |                     | 85e              |
| 1998 |                  |                     |                  |
| 1999 |                  |                     |                  |

| Jaar | Milaan-San Remo | Gent-Wevelgem | Ronde van Vlaanderen | Ronde van Lombardije | Parijs-Brussel | Parijs-Tours |
| ---- | --------------- | ------------- | -------------------- | -------------------- | -------------- | ------------ |
| 1988 |                 |               |                      |                      |                |              |
| 1989 |                 |               | 36e                  |                      |                |              |
| 1990 |                 | 107e          | 94e                  | 46e                  | 40e            | 89e          |
| 1991 |                 |               | 73e                  |                      |                |              |
| 1992 |                 | 100e          |                      |                      | 114e           |              |
| 1993 |                 |               |                      |                      | 18e            | 31e          |
| 1994 | 133e            | 90e           |                      |                      |                | 101e         |
| 1995 |                 |               |                      | 29e                  |                | 73e          |
| 1996 |                 |               |                      |                      |                | 134e         |
| 1997 | 151e            |               |                      |                      |                |              |
| 1998 |                 |               |                      | 35e                  |                |              |
| 1999 |                 |               |                      |                      | 40e            |              |